# Rafael Merry del Val y Zulueta-Wilcox
Rafael Merry del Val y Zulueta-Wilcox   (Londres, 10 d'octubre de 1865 - Roma, 26 de febrer de 1930) va ser un eclesiàstic i cardenal espanyol, titular de la Secretaria d'Estat de la Santa Seu de 1903 a 1914.

## Biografia
Era el segon dels quatre fills de Rafael Merry del Val y Díaz, marquès de Merry del Val, y de Sofía Zulueta y Wilcox, matrimoni que per ambdues bandes tenia profundes arrels aragoneses, bretones, irlandeses, basques, angleses i holandeses. Nasqué a l'ambaixada espanyola davant del Regne Unit, de la qual el seu pare era secretari. Feu els estudis primaris als jesuïtes de Bournemouth, localitat on la seva mare tenia àmplies possessions, i després a la Bayliss House de Slough. Resseguint les destinacions del seu pare, continuà els estudis a l'escola dels jesuïtes de Notre-Dame de Namur, Bèlgica i al Collège Saint-Michel de Brussel·les, on ja manifestà el desig d'emprendre la carrera eclesiàstica. Retornat a Anglaterra, ingressà al seminari de St. Coutbert d'Ushaw, a Durham.
El 1883 i per gestió personal de l'arquebisbe de Westminster Herbert Vaughan es va traslladar a Roma amb intenció d'estar-se al Pontifici Col·legi Escocès. Es matriculà a la Pontifícia Universitat Gregoriana de Roma, per la qual es doctoraria en filosofia (1886) i en teologia (1891) i es llicenciaria en dret canònic (1891). El 1885, en ocasió d'una audiència que el papa Lleó XIII concedí a seu pare, aquest li feu saber on s'estava, però fou el mateix papa qui li indicà que el seu destí era l'Acadèmia de Nobles Eclesiàstics, l'escola diplomàtica de la Santa Seu. Tot i que només havia rebut ordes menors, les seves qualitats, l'ascendent cosmopolita de la seva família i el fet de dominar sis idiomes provocà que l'any 1887 fos nomenat membre de la delegació papal als actes del jubileu de la reina Victòria del Regne Unit. Fou ordenat sacerdot el 30 de desembre de 1888 a l'església de Santa Anna de Roma de mans del cardenal Lucido Maria Parocchi, vicari general de Sa Santedat.
Immediatament fou destinat a la nunciatura davant l'Imperi Alemany a Berlín i seguidament a la de l'Imperi Austrohongarès a Viena (1889). Aquest darrer any, retornat a Roma per a la finalització dels seus estudis, fou nomenat capellà privat de Sa Santedat i membre de la família pontifícia mentre era destinat a la Secretaria d'Estat. El 1893 retornà a Viena amb el càrrec de secretari de nunciatura, i hi romangué tres anys, fins que fou novament reclamat a Roma amb el rang de secretari de la comissió pontifícia per a l'estudi de les ordenacions de sacerdots de l'Església Anglicana, i se'l considera l'autor material de la butlla Apostolicae curae de Lleó XIII (15 de setembre de 1896) que les declarava nul·les.
Els dos anys següents viatjà com a delegat apostòlic al Canadà l'encàrrec de negociar la prohibició de l'ensenyament catòlic a la província de Manitoba i de conciliar les postures oposades de les jerarquies i comunitats francòfones i anglòfones, qüestions que tanmateix resolgué. Un cop retornat a Roma fou nomenat consultor de la Congregació de l'Índex i president de l'Acadèmia de Nobles Eclesiàstics, càrrec que ocuparia fins al 1903. Mentrestant, el 6 de maig de 1900 fou consagrat arquebisbe titular de Nicea a l'Església de Santa Maria de Montserrat dels Espanyols de mans del cardenal Mariano Rampolla del Tindaro, secretari d'estat. L'any següent encapçalà la delegació papal per a la coronació del rei Eduard VII del Regne Unit.
El papa Lleó XIII moria el 20 de juliol de 1903, i es produí la casualitat que el mateix dia moria Alessandro Volpini, secretari del conclave que s'havia de celebrar. Els cardenals reunits elegiren un nou secretari a correcuita, nomenament que recaigué en Merry del Val. La seva gestió en aquell complicadíssim conclave fou tan brillant, que el papa que en sortí, sant Pius X, que no constava en cap pronòstic, el mateix dia de l'elecció, el 4 d'agost, el nomenà secretari d'estat, càrrec que Merry del Val ocuparia durant tot el pontificat d'aquest papa. En el consistori del 9 de novembre d'aquell mateix any, Pius X el creà cardenal del títol de S. Prassede, alhora que el confirmava en la secretaria i el nomenava prefecte del santuari del Palau Apostòlic i del santuari de la Santa Casa de Loreto. Era el cardenal secretari d'estat més jove de tota la història (només tenia 38 anys) i el primer no italià. Pius X delegà en ell totes les activitats polítiques i diplomàtiques de la Santa Seu.
A la mort de Pius X, el seu càrrec caducà, com era i és preceptiu. En el conclave següent resultà elegit amb el nom de Benet XV el cardenal Giacomo della Chiesa, el qual havia estat subordinat seu, tant com a substitut de la Secretaria d'Estat com a professor de l'Acadèmia de Nobles Eclesiàstics. Merry li feu saber que desitjava no continuar en el càrrec, i aleshores fou nomenat secretari de la Congregació del Sant Ofici, la més important del la cúria romana i de la qual el mateix papa era el prefecte. Romandria en aquest càrrec fins a la mort, confirmat pel posterior papa Pius XI. També rebria altres nomenaments, com ara el d'arxipreste de la Basílica de Sant Pere del Vaticà, de president de la seva fàbrica i de camarlenc del Col·legi Cardenalici en dues ocasions.
El 1926 el papa Pius XI el nomenà delegat especial seu en els fastos que se celebraren amb motiu del 7è centenari de la mort de sant Francesc d'Assís, patró d'Itàlia. Fou la primera ocasió, des de la dissolució dels Estats Pontificis el 1870, que les autoritats italianes i vaticanes compartien protagonisme en un esdeveniment. A Assís, el cardenal Merry del Val es dirigí públicament al seu amfitrió Benito Mussolini per qualificar-lo de "l'home que ha enaltit el nom d'Itàlia a tot el món i que rep la protecció divina de manera palesa"
Merry del Val morí a la Ciutat del Vaticà a causa d'una septicèmia provocada per una apendicitis aguda i fou sebollit a les grutes vaticanes en una tomba encarregada pel govern espanyol i que duu la inscripció Da mihi animas coetera tolle (Doneu-me ànimes i traieu-me tota la resta), que havia estat el seu lema.
L'any 1953 fou incoada la seva causa de beatificació, que fins ara no ha prosperat.